# Die Streuner
Die Streuner est un groupe de medieval rock allemand, originaire de Bonn. 

## Biographie
Le groupe est formé à Bonn en 1994. Le groupe joue surtout sur des marchés médiévaux et n'a pas tenté de faire des expérimentations avec des éléments électroniques ou métalliques contrairement aux autres groupes du même genre. Les paroles du groupe sont principalement en allemand, ce qui les distingue encore une fois des autres groupes du même genre. Ces paroles sont presque tout le temps basées sur des poètes ou écrivains comme Friedrich von Schiller, Heinrich Heine ou Erich Kästner. Les textes sont souvent assez légers et superficiels et parlent de fêtes traditionnelles, de chevaliers, de moines, de bagarres ou de relations amoureuses d'une manière souvent ironique et humoristique. La musique est par contre souvent composée par les membres du groupe eux-mêmes. 
En 2006, ils jouent avec Cultus Ferox. En 2011 sort l'album Hurra, na endlich.

## Membres
- Pinto der Schäfer (Carsten Hickstein) - chant, luth, chalumeau
- Rabe (Miriam Petzold) - violons, tintinnabules, chant
- Don Martino (Martin Seifert) - luth espagnol, chant
- Matty der Angelsachse (Mathew Rouse) - violon, percussions, chant
- Romàta (Roland Kempen) - luth, tintinnabules, chant

## Discographie
- 1998 : Wein, Weib und Gesang (Emmuty Records/Soulfood Music)
- 2000 : Schnorrer, Penner, schräge Narren (Emmuty Records/Soulfood Music)
- 2002 : Gebet eines Spielmanns (Emmuty Records/Soulfood Music)
- 2002 : Malleus (EP, Emmuty Records)
- 2004 : Fürsten in Lumpen und Loden (Emmuty Records/Soulfood Music)
- 2007 : Fau (Emmuty Records/Soulfood Music)
- 2009 : Süßer die Streuner nie klingen (Emmuty Records)
- 2011 : Hurra, na endlich (Emmuty Records)
- 2014 : Hör rein! Schenk ein! (Emmuty Records)